# Інвалід (фільм)
«Інвалід» (словац. Invalid) — словацька комедія з елементами чорного гумору 2023 року режисера Йонаша Карасека. Головні ролі у фільмі виконують нервовий різноробочий Лацко та його друг-ром Габо. Прем'єра фільму відбулася в Словаччині в лютому 2023 року.

## У ролях
| Актор              | Роль                  |
| ------------------ | --------------------- |
| Грегор Голошка     | Лацко Гундер          |
| Зденек Годла       | Габо                  |
| Іван Гогал         | слідчий Кайзер        |
| Даніель Фішер      | слідчий Фін           |
| Гелена Крайчіова   | Здена, дружина Лацко  |
| Свято Малаховський | Кот, корумпований мер |
| Сава Попович       | ватажок банди         |
| Клара Мелишкова    | психолог              |

## Сюжет
Сюжет фільму розповідається в ретроспективі. Події фільму розгортаються наприкінці 90-х років у словацькому містечку, що визначило атмосферу фільму. Це типовий одяг, зачіски, барвисті куртки, відеомагазини, відеоплеєри, гігантські магнітофони та кітчева музика. Герої історії — гротескний набір персонажів, що зосереджені навколо головного героя.
Головний герой гордий прибиральник з місцевого музею із запальним характером на ім'я Лацко (Грегор Голошка), який насилу ладнає зі стервозною дружиною (Гелена Крайчіова) та сином-підлітком, схибленим на сучасній електронній музиці. І саме з одного такого холеричного епізоду починається фільм, коли Лацко викидає у вікно шумний магнітофон свого сина, а син іде з дому. Намагаючись все виправити, помиритися з сином і особливо з дружиною, яка відмовляється надалі терпіти його істерики, в пошуках нового магнітофона він вступає в контакт з місцевою бандою на чолі з ватажком банди (Сава Попович), яка грабує його і кидає в канаву.
Від смерті його рятує добросердий ром Габо (Зденек Годла), який поступово стає йому другом. Лацко, який після інциденту прикутий до інвалідного візка, вирішує помститися мафії. Лацко розробляє план помсти, і до сюжету долучається корумпований мер міста (Свато Малаховський), який викрадає з музею капелюх Штефаника. Фільм завершується різаниною в музеї, з усіх учасників якої виживають лише Лацко і Габо.
Однак фільм розповідається ретроспективно, і глядач дізнається цю історію поступово через розповідь його друга, вищезгаданого Габо, цигана в нацистській формі, під час його допиту в поліції. Він потрапляє туди після того, як спецназ знаходить його як єдиного вцілілого в купі тіл у музеї.
Габо, персонаж, який, за загальним визнанням, був натхненний Швейком, має добродушне, добре, майже наївне обличчя, і його розповідь зосереджена переважно на речах, які поліція вважає не пов'язаними між собою. Габо нікуди не поспішає, а слідчі на прізвиська Демпсі (старший) і Мейкпіс поволі діють йому на нерви. Поступово, однак, історія починає ставати на свої місця, і врешті-решт стає зрозуміло, чому Габо так довго розповідав цю історію і до чого він веде: його головним завданням було довести невинуватість свого друга.

## Фільмування та цікаві факти
- Знімання відбувалося у Братиславі (а саме в районах Рача, Східна, Дубравка, Старе Місто — також у Словацькому національному музеї, Дитячому музеї — SNM та Міністерстві транспорту Словацької Республіки), у Трнаві (частини міста — Євангелічна церква та екстер'єри музею) та в ромському поселенні Єгенієс біля Томашіково.[10][11][12][13]
- Фінальна сцена була створена в театрі ім. П. О. Гвєздослава.[11]
- Це четвертий повнометражний фільм режисера Йонаша Карасека. За свою кар'єру він зняв «Кандидат» (2013), «DOGG» (2017) та «Амністія» (2019).[14][15]
- В останній сцені фільму звучить пісня «В долинах» у виконанні Кароля Духоня.
- Коли Лако вперше приходить до відеомагазину Пражака, грає пісня Jeans Люсі Вондрачкової.[16]
- Чорна комедія натхненна двома реальними подіями.[17]
- «Кожна людина, якій я потиснув руку після прем'єри, дякувала мені за цей досвід. Це дає мені надію, що люди хочуть веселитися і сміятися. Що такі фільми, як цей, будуть зніматися, тому що глядачі знають, як ними насолоджуватися. Я був вражений і боюся, що буде дуже важко досягти такого високого рівня в майбутніх фільмах», — заявив сценарист фільму Томаш Душичка.[18][19]
- Фільм був знятий менш ніж за місяць, і на його знімання йшло по 15-16 годин на день.[20]
- Сценарист фільму є братом репера Майка Спіріта. Він зіграв у фільмі другорядну роль члена «Ударної групи». Спірит погодився знятися в комедії лише за умови, що його персонаж не помре.[21]
- Знімальна група (не враховуючи акторів) складалася з команди з 60 осіб..[20]
- Одним з ускладнень під час знімання стала ковідоманія. Існувала загроза, що якщо знімання перервуть, продюсери не зможуть висвітлити фільм.[20]
- У Словаччині за п'ять днів фільму вдалося залучити до кінотеатрів понад 24 000 глядачів..[22] У Чехії прем'єра фільму відбулася лише 20 квітня 2023 року.[23]
- Томаш Гудак відпустив волосся на півроку через цей фільм.[11]
- Фільм також вийшов у версії коміксу на вісімдесят вісім сторінок, художником якого був Славомір Якаб.[24][25][26]
- Окрім Словаччини та Чехії, фільм також вийшов у прокат у Польщі.[10]
- Над фільмом працювала художниця по костюмах Зузана Крейжкова.
- Знімальна група співпрацювала з каскадерською групою Slovak Action Company[27], яка була ретельно підготовлена до всіх моментів, таких як падіння з тролейбуса, спуск на мотузках або екшн-бої.[20]
- У фільмі ми можемо побачити уривок з пригод індіанця Віннету.
- Під час пост-продакшну чеському акторові Зденеку Годлі довелося вдосконалювати словацьку мову, щоб озвучити свого персонажа.[28]
- Оператор Томаш Юрічек подбав про захопливі кадри.[29]
- У фільмі також знялися реальні співробітники поліції Трнавського району.[30]
- Загалом у фільмі загинуло 12 персонажів. Завдяки своїй популярності фільм вже встиг заробити близько півмільйона євро.[31]
- Грегор Голошка настільки увійшов у роль ремонтника Лацко, що в перервах між зніманням фільму відремонтував 3 обігрівачі, телефон, радіоприймач і коробку передач на фургоні з освітленням.[32]
- У середу 18 січня о 18:00 2013 року в кінотеатрі «Рача» (Німецький культурний дім) у Братиславі відбувсся допрем'єрний показ фільму в присутності знімальної групи та акторів.
- Фільм покажуть такі кінотеатри, як Cinemax, Cinema City, FK Nostalgia, Kino Mladost', Kino Lumiére, Artkino Za zrkadlom, Kino Film Europe та інші.[33]
- Кількість відвідувачів, які подивилися «Інвалідо» менш ніж за місяць з моменту прем'єри, вже перевищила сто тисяч.
- У програмі «Трохи інакше з Аделою» Адела Вінцезова подискутувала зі Зденеком Годлом про майбутній кінопроєкт.
- Щоб уникнути будь-яких можливих нещасних випадків, піротехнікам довелося ретельно подбати про всю зброю під час зйомок. Режисери допомогли собі, поєднавши практично всі види цифрових трюків — від 3D-моделей до величезних, кількаметрових світлодіодних панелей, які замінили класичні процедури з зеленим або синім екраном. Ця технологія ніколи раніше не використовувалася в словацькому кіно.[34]
- У фільмі також прозвучать наступні пісні: «Квиток в один кінець», «З ногами на столі», «Кармен», «Алілуя», «Тозмемі», «Пісня Батьківщини», «Зроби це» та пісня-відкриття з фільму «Віннету» (1963).
- На 35:22 ми бачимо на дошці відвідувачів такі імена, як Йонаш Карасек, Томаш Душичка та Ґреґор Голошка.[35]
- Приблизно 200 000 людей прийшли до кінотеатрів, щоб подивитися фільм.
- З 26 липня фільм також доступний на стрімінговому сервісі Netflix.[36][37]
- Перша версія сценарію «Ідваліда» була написана за шість днів.[38]
- У дитячій кімнаті Марека по всій стіні розклеєні плакати таких гуртів, як New Kids, Geier Sturzflug та Queen.
- У фільмі були використані автомобілі: BMW 5 Серії (E12), Ford Escort MkVI, Mercedes-Benz W123, Mercedes-Benz 190 [W201], Mercedes-Benz SEC [C126], Polski Fiat 126, SAAB 99, Skoda Favorit, Skoda Felicia, Skoda Forman, Volkswagen Golf III, Volkswagen Golf Cabriolet I та Volkswagen T3.[39]

## Помилки в фільмі
- На одному кадрі ми бачимо машину з номерним знаком точно не 90-х років.
- В одній зі сцен ми бачимо, як Грегор Холошка сидить не на інвалідному візку, а на манекені.
- Як сталося, що у відеопрокаті ми можемо побачити на задньому плані VHS обкладинки фільмів «Гаррі Поттер і філософський камінь» (2001) та «Льодовиковий період» (2002), які ще не вийшли в дев'яностих.
- Дія фільму розгортається в 1990-х роках, але в поліцейській дільниці о 01:40:00 (на сучасному моніторі з електронно-променевою трубкою) можна побачити, що в ньому встановлено операційну систему Windows 10, яка вийшла лише для ПК в 2015 році.
- Коли Лацко і мер Кот падають з чотирьох метрів у вітрину, ми бачимо, що замість акторів представлені каскадери.